# Šebestián František Künigl
Šebestián František hrabě Künigl (německy Sebastian Franz Graf Künigl, Freiherr von Ehrenburg und Warth) (11. prosince 1720 Lnáře – 20. září 1783 Praha) byl český šlechtic z původně tyrolského rodu. Vlastnil několik panství v jižních a západních Čechách (Lnáře, Bezděkov) a působil ve státních službách, postupně byl hejtmanem několika krajů v Čechách. Patřil k předním osobnostem zednářství v Čechách.

## Životopis

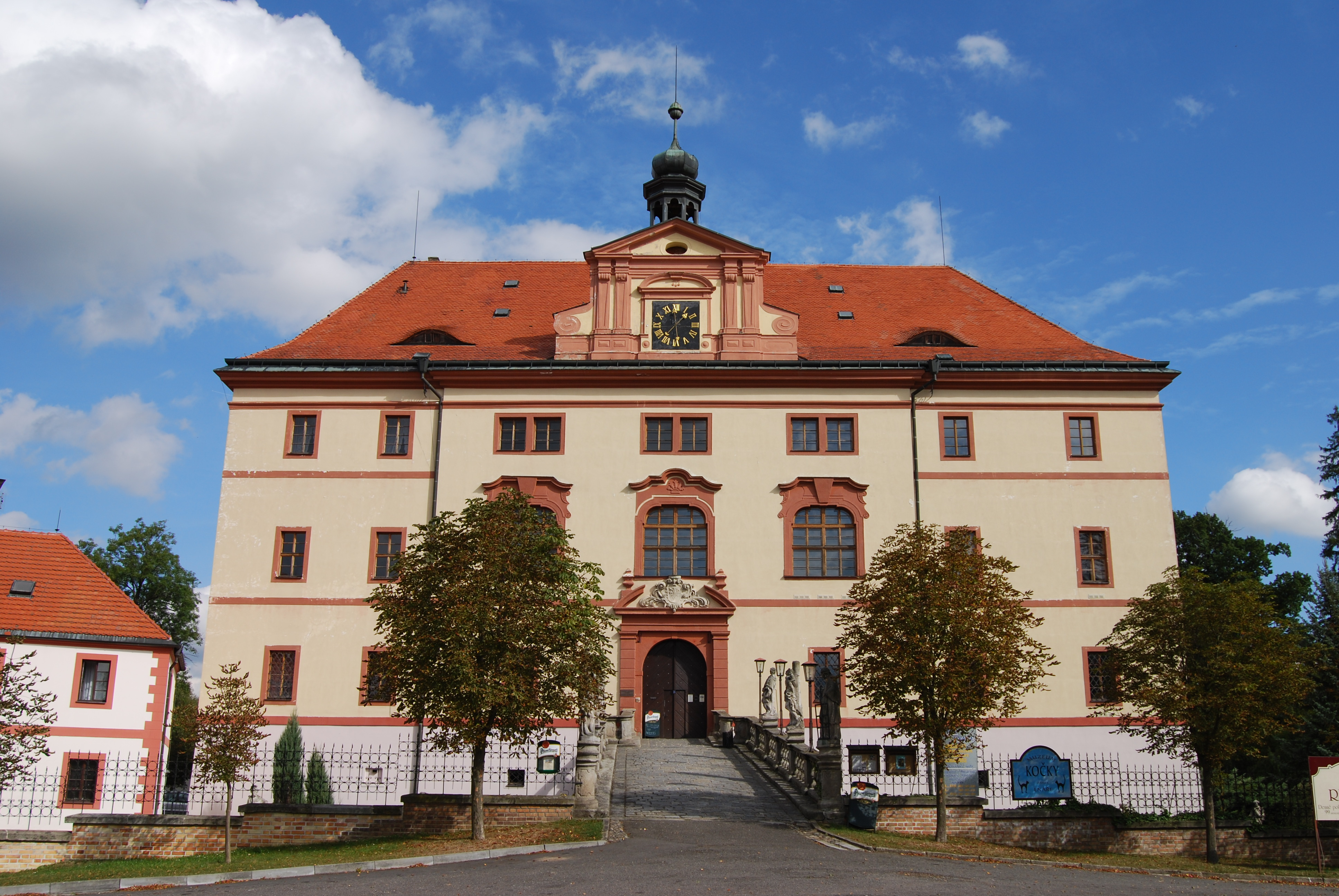
Zámek Lnáře, majetek Küniglů do roku 1746

Pocházel ze starého šlechtického rodu z Tyrolska povýšeného v roce 1662 do hraběcího stavu. Pocházel z linie usazené v Čechách, byl mladším synem hraběte Leopolda Josefa Künigla (1688–1727) a jeho manželky Marie Josefy Černínové z Chudenic (1690–1726), dcery českého místokancléře Tomáše Zachea Černína a dědičky panství Lnáře. Šebestián František v raném dětství ztratil oba rodiče a vyrůstal na zámku Lnáře, který nechal jeho otec výrazně upravit. Měl staršího bratra Václava Josefa (1715–1737), který se nešťastnou náhodou utopil v Innu. Po dobu nezletilosti byl poručníkem obou bratrů jejich prastrýc, český nejvyšší lovčí hrabě František Karel Clary-Aldringen. Na počátku války o rakouské dědictví prokázal Šebestián František věrnost Marii Terezii a již ve dvaadvaceti letech vstoupil do státních služeb ve funkci hejtmana prácheňského kraje za panský stav (1743–1746). Poté byl krátce v letech 1750–1751 hejtmanem plzeňského kraje, ale po reorganizaci státní správy v roce 1751 zůstal několik let mimo aktivní službu. Mezitím získal hodnost císařského komorníka a později se stal tajným radou. Nakonec v letech 1769–1783 zastával funkci hejtmana klatovského kraje vyčleněného z původního plzeňského kraje. Zemřel v roce 1783 v Praze, pohřben byl po boku svých rodičů v kostele Nejsvětější Trojice ve Lnářích.
Jako příslušník osvícenské generace rakouské šlechty patřil k předním představitelům svobodného zednářství ve druhé polovině 18. století, přestože byl dlouholetým krajským hejtmanem a Marie Terezie zakazovala souběh aktivit v zednářském hnutí a službu ve státních úřadech. Patřil ke spoluzakladatelům zednářské lóže Sincerité v Klatovech. K zednářství přivedl také nejstaršího syna Kašpara Heřmana a synovce Jana Vojtěcha Černína.

## Majetkové a rodinné poměry

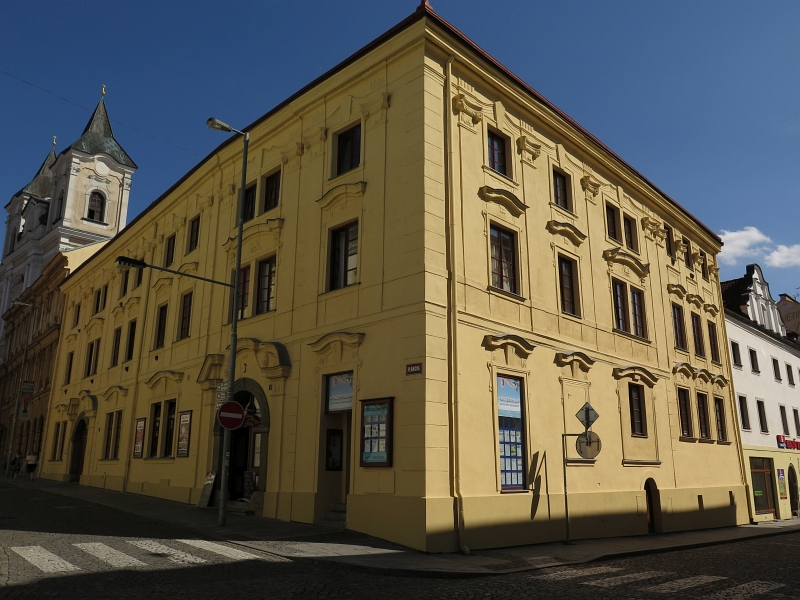
Domy v Plánické ulici v Klatovech, sídlo Šebestiána Františka Künigla jako klatovského krajského hejtmana

Po rodičích byl dědicem panství Lnáře, které převzal po dosažení plnoletosti v roce 1741. Lnáře patřily k velkým pozemkovým celkům v jižních Čechách, k panství náležela dvě městečka, třicet vesnic a mimo jiné přes 200 rybníků. Panství bylo zatíženo vysokými dluhy, v důsledku průchodů armád na začátku války o rakouské dědictví bylo zadlužení ještě navýšeno. Proto bylo rozhodnuto panství prodat a v roce 1745 koupil Lnáře František Karel Swéerts-Sporck, který za tento majetek zaplatil 426 000 zlatých. Šebestián Künigl byl v té době hejtmanem prácheňského kraje, proto koupil dva domy v Horažďovicích, kde se dočasně usadil a řídil odtud také správu kraje. Později koupil menší panství Bezděkov na Klatovsku a na zdejším zámku se s rodinou usadil. Později koupil ještě dva měšťanské domy č. p. 3 a 4 v dnešní Plánické ulici v Klatovech, odkud úřadoval jako klatovský krajský hejtman. Kromě toho užíval také čestnou hodnost nejvyššího stolníka v Tyrolsku, která rodině náležela dědičně od roku 1650.
V roce 1745 se v Praze oženil s hraběnkou Marií Terezií Černínovou (1724–1800) z chudenické větve Černínů, dcerou pražského městského hejtmana hraběte Jana Václava Černína. Marie Terezie byla později dámou Řádu hvězdového kříže a byla pohřbena v kostele sv. Martina ve Chválenicích, který nechal postavit její bratr Heřman Jakub Černín. Se svou manželkou měl Šebestián František tři syny, kteří společně drželi Bezděkov a v roce 1802 panství prodali. Nejstarší syn Kašpar Heřman (1745–1824) patřil stejně jako otec k významným osobnostem zednářského hnutí v Čechách. Nejmladší syn Heřman Petr (1768–1853) sloužil v armádě, vyznamenal se v napoleonských válkách a dosáhl hodnosti polního zbrojmistra.
Šebestiánův strýc Jan Filip Josef Künigl (1696–1770) byl vychovatelem a nejvyšším hofmistrem arcivévody Leopolda a rytířem Řádu zlatého rouna. Prastrýc Kašpar Ignác Künigl (1671–1747) byl knížetem-biskupem v Brixenu.